# Nordic Regional Airlines

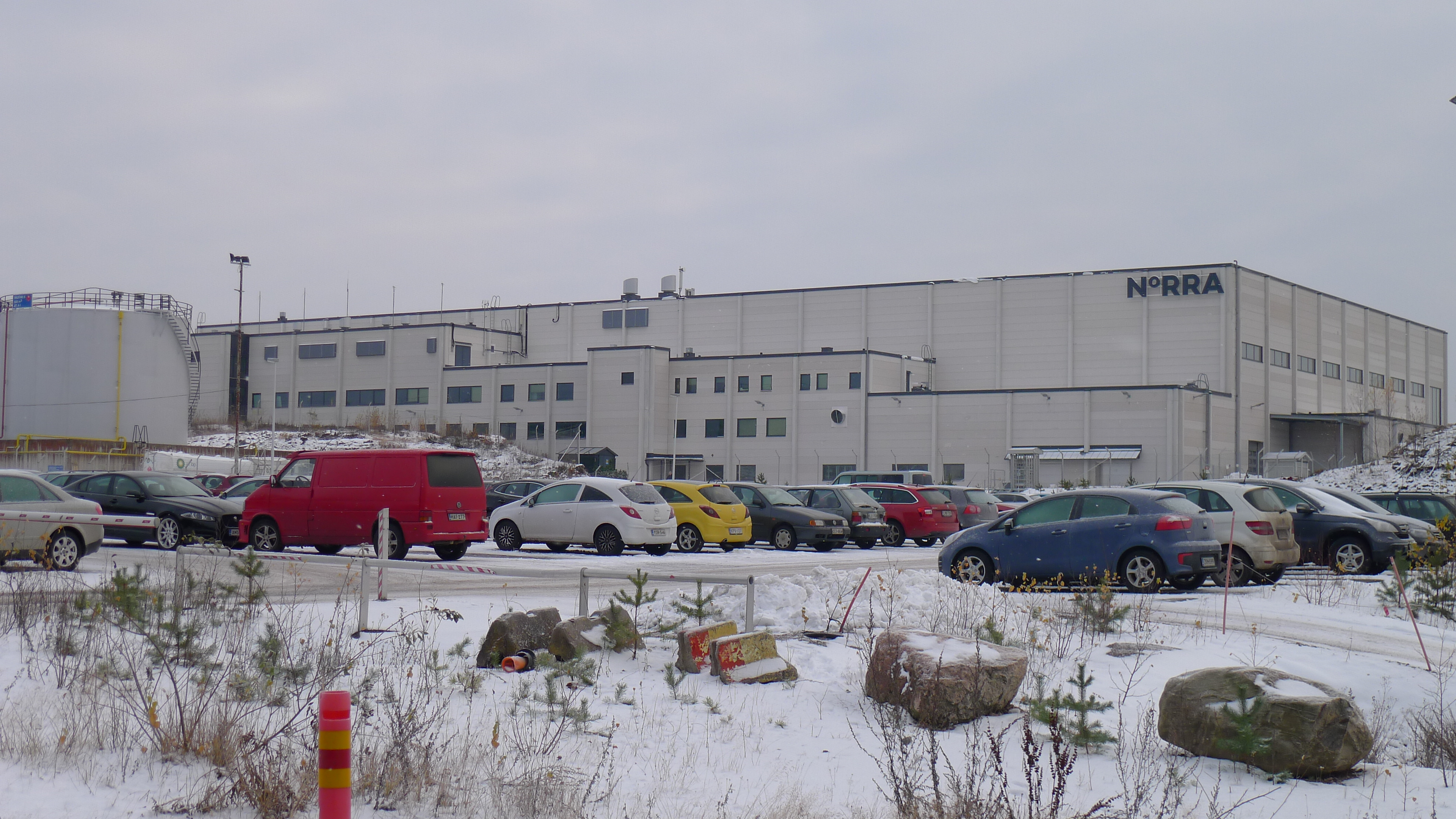
Nordic Regional Airlines head office

NORRA (юридическое название Nordic Regional Airlines Oy) — финская региональная авиакомпания, выполняющая внутренние и некоторые европейские ближнемагистральные рейсы для финского национального авиаперевозчика Finnair. До конца марта 2015 года именовалась Flybe Nordic и на 60% принадлежала британскому лоу-костеру Flybe.
Штаб-квартира компании расположена в аэропорту Сейняйоки финского города Илмайоки.

## История

### Flybe Nordic
В конце 2014 года Flybe объявила о продаже своей доли 60% во Flybe Nordic, тем самым заканчивая свою деятельность на Финляндии. Между тем в начале января 2015 года Finnair нашла новых собственников для компании в лице компаний G.W. Sohlberg и StaffPoint. Стало известно, что Finnair сохранит свою долю 40% в собственности компании, в то время как Staffpoint и GWS достанется 45% и 15% соответственно. Цена сделки составляла всего один евро. 31 марта 2015 года сделка о продаже доли акций Flybe была полностью закрыта, и авиакомпания перешла под временное управление Finnair и сменила название на Flybe Finland. Рейсы авиакомпании продолжились выполняться под кодами Finnair.

### NORRA
16 июня 2015 года авиакомпания переименована в Nordic Regional Airlines и объявила о дальнейшем развитии своего нового бренда NORRA.

## Пункты назначения
Компания являлась оператором Finnair на внутренних авиалиниях страны, а также на крупной части международных рейсов. Все рейсы, за исключением городов северного направления, выполняются под кодом Finnair (AY).

## Флот

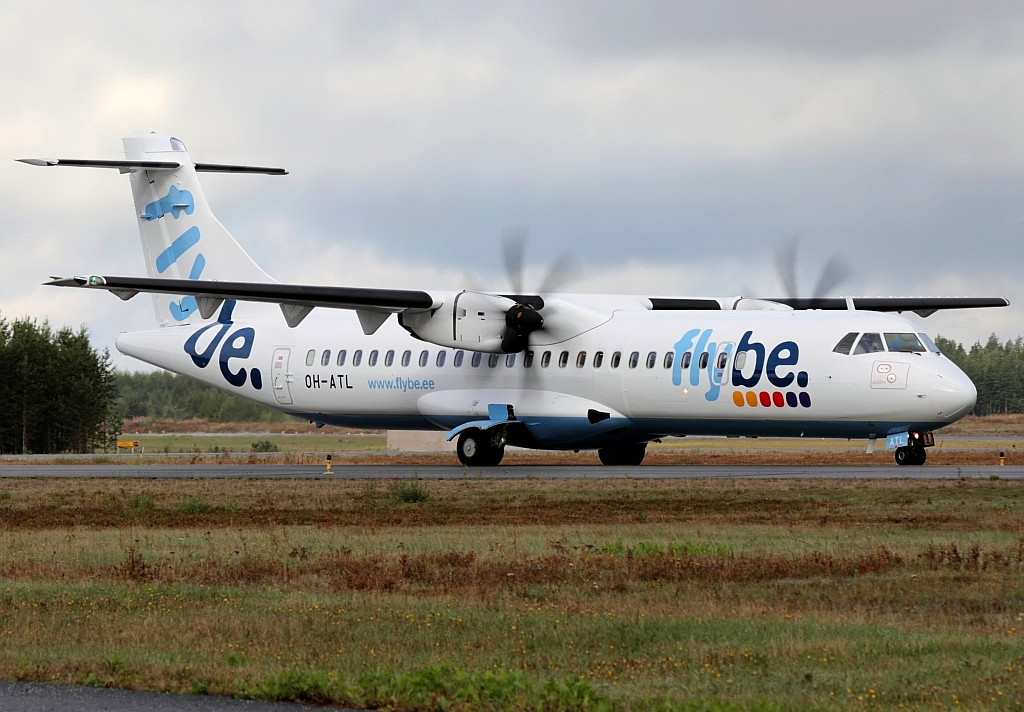
ATR 72-500 в аэропорту Йоэнсуу

Средний возраст флота авиакомпании составляет 5.9 лет. Воздушный парк авиакомпании состоит из самолётов средней и малой дальности производства фирм Avions de Transport Regional (ATR) и Embraer: